# Ekologisk genetik
Ekologisk genetik är studiet av genetik ur ett ekologiskt perspektiv. Medan molekylär genetik studerar genernas struktur och funktion på molekylnivå, studerar ekologisk genetik (och det nära relaterade populationsgenetik) vilda populationer av organismer.
Även om arbeten om naturliga populationer hade gjorts tidigare anser man att britten E.B. Ford grundlade området i början av 1900-talet. Ecological genetics är titeln på hans "magnum opus" i ämnet från 1964. Bland andra anmärkningsvärda ekologigenetiker är Theodosius Dobzhansky med sin forskning om Hawaiis endemiska Drosophilaarter.